# Adrian Schiller

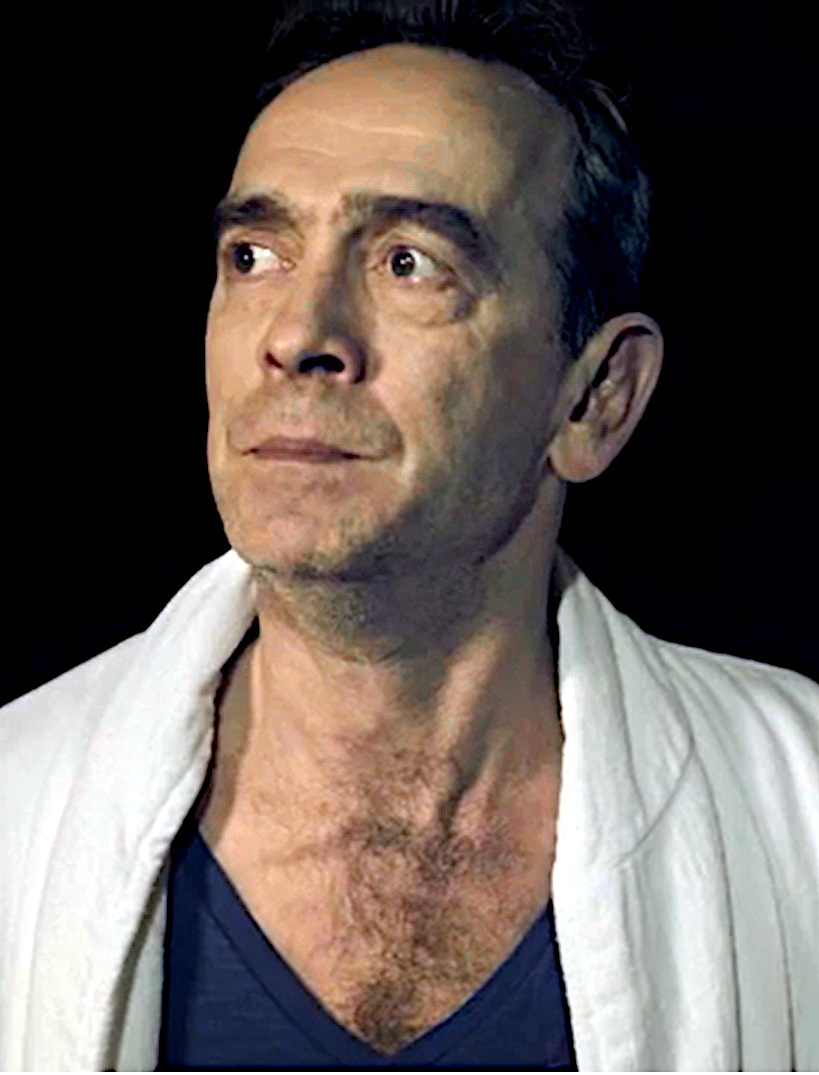
Adrian Schiller im Jahr 2013

Adrian Schiller (* 21. Februar 1964 in Oxford, Vereinigtes Königreich; † 3. April 2024) war ein britischer Schauspieler.

## Leben
Seine erste Fernsehrolle hatte Adrian Schiller als Gold in der ersten Episode der Fernsehserie Heißer Verdacht – Operation Nadine. Danach war er in mehreren Filmen und Fernsehserien zu sehen, unter anderem in The Bill,  Being Human, Terry Pratchett – Ab die Post und Doctor Who.
Schiller setzt sich für eine Kampagne gegen das Autofahren unter Alkoholeinfluss ein. Im Dezember 2008 gewann eine Werbung von ihm den BTACA Award für Best Casting.
2014 spielte er den jüdischen Hohenpriester Kajaphas in der Miniserie Die Bibel sowie im Spielfilm Son of God.
Neben diversen Rollen in Film und Fernsehen war Adrian Schiller auch im Theater zu sehen. Im Jahr 2011 spielte er eine Rolle im Theaterstück The Veil am National Theatre in London. 2013 spielte er Dalí im Theaterstück Hysteria am Hampstead Theater in London. 2014 stellte er Reverand Hale im Theaterstück The Crucible am Old Vic in London dar.
Adrian Schiller starb am 3. April 2024 im Alter von 60 Jahren.

## Filmografie (Auswahl)
- 1992: Heißer Verdacht (Fernsehserie, 1 Folge)
- 1995–2009 The Bill (Fernsehserie, 2 Folgen)
- 1996–2007: Silent Witness (Fernsehserie, 3 Folgen)
- 1999: Citizen Kane – Die Hollywood-Legende (Fernsehfilm)
- 2001: My Family (Fernsehserie, 1 Folge)
- 2006: Die Zehn Gebote (The Ten Commandments, Fernsehfilm)
- 2007: The IT Crowd (Fernsehserie, 1 Folge)
- 2007: Suburban Shootout – Die Waffen der Frauen (Suburban Shootout, Fernsehserie, 1 Folge)
- 2008: Good
- 2008: The Devil’s Whore (Fernsehserie, 2 Folgen)
- 2009: Ashes to Ashes – Zurück in die 80er (Ashes to Ashes, Fernsehserie, 1 Folge)
- 2009: Bright Star
- 2010: Being Human (Fernsehserie, 3 Folgen)
- 2010: Wild Target – Sein schärfstes Ziel (Wild Target)
- 2010: Terry Pratchett – Ab die Post (Going Postal, Fernsehfilm)
- 2010: Coming Up (Fernsehserie, 1 Folge)
- 2010: Brighton Rock
- 2010: New Tricks – Die Krimispezialisten (New Tricks, Fernsehserie, 1 Folge)
- 2011: Aurelio Zen (Fernsehserie, 2 Folgen)
- 2011: Silk – Roben aus Seide (Silk, Fernsehserie, 3 Folgen)
- 2011: Doctor Who (Fernsehserie, 1 Folge)
- 2013: Die Bibel (The Bible, Fernsehserie, 4 Folgen)
- 2013: Talking to the Dead (Fernsehserie, 2 Folgen)
- 2014: Die Musketiere (The Musketeers, Fernsehserie, 1 Folge)
- 2014: Sway
- 2014: Son of God
- 2014: A Little Chaos
- 2014: Die Gärtnerin von Versailles (A Little Chaos)
- 2015: The Danish Girl
- 2015: The Secret Agent
- 2015: Suffragette – Taten statt Worte (Suffragette)
- 2015: Victor Frankenstein – Genie und Wahnsinn
- 2016–2019: Victoria (Victoria, Fernsehserie, 25 Folgen)
- 2016: A Cure for Wellness
- 2017: Die Schöne und das Biest (Beauty and the Beast)
- 2017: Man in an Orange Shirt
- 2018: Vor uns das Meer
- 2018–2022: The Last Kingdom
- 2021: Censor
- 2021: Death in Paradise (Fernsehserie, 2 Folgen, 10.5+10.6)
- 2023: The Chelsea Detective (Fernsehserie, 1 Folge)
- 2024: The New Look (Fernsehserie)